# Prism 3D
 (décembre 2023).
Si vous disposez d'ouvrages ou d'articles de référence ou si vous connaissez des sites web de qualité traitant du thème abordé ici, merci de compléter l'article en donnant les références utiles à sa vérifiabilité et en les liant à la section « Notes et références ».
Le Prism 3D est un cerf-volant adapté au vol en intérieur ou en extérieur par vent nul à léger.
Sa voilure est de type delta et il se pilote au moyen de deux lignes.